# Alegria
Alegria là một đô thị thuộc bang Rio Grande do Sul, Brasil. Đô thị này có diện tích 172,686 km², dân số năm 2007 là 4789 người, mật độ 27,73 người/km².